# Okuširi

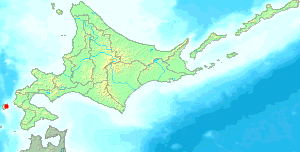
Okuširi (červeně) na mapě ostrova Hokkaidó

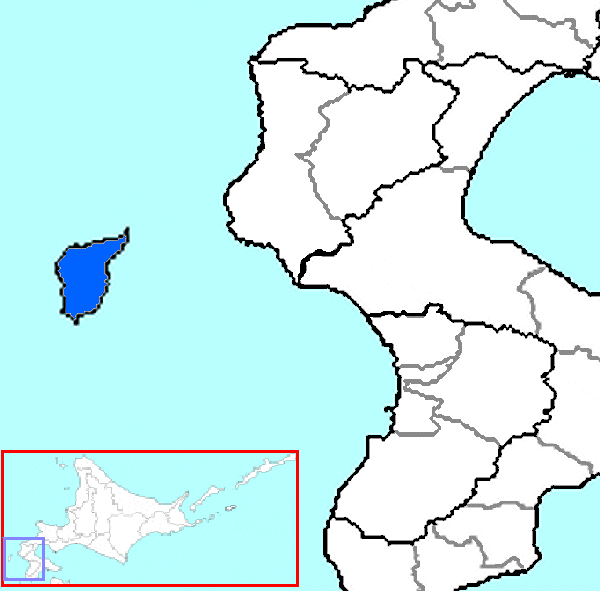

Okuširi (奥尻町, Okuširičó) je město, které pokrývá prakticky celou rozlohu malého japonského ostrova Okuširitó ležícího západně od ostrova Hokkaidó. Okuširi je součástí podprefektury Hijama.
V roce 2005 mělo město 3 725 obyvatel. Rozloha města a zároveň ostrova je 142,98 km².
V roce 1993 byl ostrov zasažen devastující tsunami, která byla důsledkem zemětřesení o síle 7,8 stupně Richterovy škály, jež proběhlo 12. července. Vlna tsunami, která udeřila pouhých pět minut po zemětřesení, zabila 202 lidí a stovky dalších zranila.